# NGC 2506
NGC 2506 ist ein offener Sternhaufen vom Typ I2r im Sternbild Einhorn am Südsternhimmel. Er eine Winkelausdehnung von 12,0' und eine scheinbare Helligkeit von 7,6 mag. Die Entfernung zum Sonnensystem beträgt nach den Parallaxenmessungen des Weltraumteleskops Gaia 10.100 Lichtjahre. Das Alter des metallarmen Haufens beträgt schätzungsweise 2 Milliarden Jahre.
Das Objekt wurde am 23. Februar 1791 von William Herschel entdeckt.